# Luigi Filippo D'Amico
Pour les articles homonymes, voir D'Amico.
Luigi  Filippo D'Amico né le 9 octobre 1924 à Rome, mort le 28 avril 2007  à Rome, est un réalisateur et scénariste italien.

## Biographie
Il utilisa parfois le pseudonyme Filippo Mercati 

## Filmographie

### Réalisateur
- 1955 : Bravissimo
- 1956 : Ces sacrés étudiants (Noi siamo le colonne)
- 1961 : Mariti a congresso (it)
- 1961 : Akiko
- 1962 : Quattro notti con Alba
- 1965 : Les Complexés (I complessi), coréalisé avec Dino Risi et Franco Rossi - segment Guglielmo il dentone
- 1966 : Nos maris (I nostri mariti), coréalisé avec Luigi Zampa et Franco Rosi - segment Il marito di Roberta
- 1970 : Il presidente del Borgorosso Football Club
- 1973 : Amore e ginnastica (it)
- 1974 : L'arbitro
- 1974 : Service compris (Il domestico)
- 1976 : San Pasquale Baylonne protettore delle donne (it)

### Scénariste
- 1954 : À toi... toujours (Casta Diva) de Carmine Gallone
- 1954 : La Maison du souvenir (Casa Ricordi) de Carmine Gallone (co scénariste)
- 1954 : Il matrimonio d'Antonio Petrucci